# Possibili scenari
| Recensione       | Giudizio |
| ---------------- | -------- |
| All Music Italia |          |
| Rockol           |          |

Possibili scenari è il sesto album in studio del cantautore italiano Cesare Cremonini, pubblicato il 24 novembre 2017 dalla Trecuori.
Il 7 dicembre 2018 l'album è stato ripubblicato in edizione pianoforte e voce, nel quale l'artista ha riscritto completamente gli arrangiamenti dei brani originari con il solo pianoforte.

## Registrazione
Uscito a tre anni e mezzo di distanza dal precedente lavoro in studio Logico, la gestazione di Possibili scenari ha richiesto a Cremonini circa due anni, durante i quali ha voluto creare un progetto più ambizioso e differente da quanto operato in passato:
(Cesare Cremonini intervistato da L'Arena il 23 novembre 2017)
L'album è stato registrato interamente presso i Mille Galassie Studio di Bologna sotto la produzione Walter Mameli, con la sola eccezione degli archi e dei fiati negli AIR Studios di Londra, ed è il primo a recare in copertina il solo cognome dell'artista a causa della volontà dello stesso di assegnare un tocco più «istituzionale» e di prendersi «la responsabilità di quello che c'è dentro».

## Stile musicale
Contrariamente a quanto svolto in passato, per i dieci brani contenuti in Possibili scenari Cremonini ha realizzato arrangiamenti più sofisticati e meno immediati, con durate tra i quattro e i sette minuti, e optato per svariate influenze musicali pur rimanendo in un'ottica pop classica.
Si passa dal jazz (Poetica, singolo apripista estratto dall'album) al funk anni settanta alla Chic (Kashmir-Kashmir, terzo estratto), fino all'elettropop ispirato ai Depeche Mode e ai New Order (Un uomo nuovo) e al folk (La isla), ma senza trascurare le ballate, come il secondo singolo Nessuno vuole essere Robin o la settima traccia Il cielo era sereno.

## Tracce
Testi e musiche di Cesare Cremonini e Davide Petrella, eccetto dove indicato.
1. Possibili scenari – 5:11
2. Kashmir-Kashmir – 4:09
3. Poetica – 4:53
4. Un uomo nuovo – 5:41
5. Nessuno vuole essere Robin – 4:44 (Cesare Cremonini)
6. Silent Hill – 4:13
7. Il cielo era sereno – 4:33
8. La isla – 4:46
9. Al tuo matrimonio – 4:25
10. La macchina del tempo – 7:02

Possibili scenari per pianoforte e voce
1. Possibili scenari – 3:19
2. Kashmir-Kashmir – 2:17
3. Poetica – 4:07
4. Un uomo nuovo – 5:07
5. Nessuno vuole essere Robin – 4:40 (Cesare Cremonini)
6. Silent Hill – 3:14
7. Il cielo era sereno – 3:34
8. La isla – 5:08
9. Al tuo matrimonio – 4:18
10. La macchina del tempo – 5:16

## Formazione
Musicisti
- Cesare Cremonini – voce, cori, pianoforte, tastiera, chitarra elettrica ed acustica, batteria, programmazione, arrangiamento
- Alessandro Magnanini – chitarra elettrica ed acustica, tastiera, basso, sintetizzatore, batteria, cori, programmazione, arrangiamento strumenti ad arco, arrangiamento
- Nicola "Ballo" Balestri – basso, arrangiamento strumenti ad arco, arrangiamento ottoni
- Andrea Fontana – batteria
- Bruno Zucchetti – pianoforte, sassofono, programmazione
- Alessandro De Crescenzo – chitarra elettrica
- Nicola Peruch – pianoforte
- Vincenzo Vasi – theremin
- Davide Petrella – cori
- Nick Ingman – arrangiamento strumenti ad arco e ottoni, direzione orchestra

Produzione
- Walter Mameli – produzione
- Nicola Fantozzi – ingegneria del suono
- Olga Fitzroy – ingegneria del suono parti orchestrali
- Liam Nolan – missaggio ai Metropolis Studio di Londra
- Paul Norris – missaggio ai Metropolis Studio di Londra
- Sam Wheat – missaggio ai Metropolis Studio di Londra
- Nick Mills – assistenza al missaggio ai Metropolis Studio di Londra
- Daryl Johnson – assistenza al missaggio ai Metropolis Studio di Londra
- Michael Brauer – missaggio ai MBH di New York
- Steve Vealey – assistenza al missaggio ai MBH di New York
- John Davis – mastering ai Mestropolis Studio di Londra
- Joe LaPorta – mastering agli Sterling Sound di New York

## Classifiche

### Classifiche settimanali
| Classifica (2017) | Posizione massima |
| ----------------- | ----------------- |
| Italia            | 1                 |

### Classifiche di fine anno
| Classifica (2017) | Posizione |
| ----------------- | --------- |
| Italia            | 22        |
| Classifica (2018) | Posizione |
| Italia            | 16        |